# Färingsö distrikt
Färingsö distrikt är ett distrikt i Ekerö kommun och Stockholms län. 
Distriktet omfattar ön Färingsö. 

## Tidigare administrativ tillhörighet
Distriktet inrättades 2016 och utgörs av socknarna Färentuna, Hilleshög, Skå och Sånga i Ekerö kommun.
Området motsvarar den omfattning Färingsö församling hade 1999/2000 efter att bildats 1992 när socknarnas församlingar gick samman.